# La vasca (singolo)
La vasca è una canzone scritta ed interpretata da Alex Britti. Il brano viene estratto come secondo singolo dal secondo album del cantautore romano La vasca. È stato frequentemente trasmesso in radio, raggiungendo la posizione numero 1 dell'airplay.

## Video musicale
Il videoclip di La vasca è stato diretto dai Manetti Bros. Il video inizia con Britti all'interno di una vasca da bagno che suona la sua chitarra gialla, mentre canta il brano. La scena si sposta in un'enorme piscina, nella quale Britti è su un materassino e intorno a lui nuotano numerose persone. Nuovamente la scena si sposta in una festa notturna sulla spiaggia. Infine il video ritorna a mostrare Britti nella situazione iniziale, alternandolo ad altre persone che come lui, cantano la canzone all'interno di una vasca da bagno.
Del video esiste anche la "versione carnevale".
Nel video una delle persone nella vasca è il papà del cantante.
La canzone è dedicata ad un amico eroinomane di Alex Britti.
Nell'estate 2025 è stata utilizzata nella campagna pubblicitaria dei bagnodoccia Vidal.

## Formazione
- Alex Britti - voce, cori, chitarra, tastiera, programmazione, basso, batteria
- Stefano Sastro - pianoforte, Fender Rhodes
- Alberto Salini - sax
- Claudia Arvati, Gabriella Scalise - cori